# Simon Kexlerus
Simon Svenonis Kexlerus, född den 29 december 1602 i Käxle by, Edsbergs socken (Närke), död den 22 mars 1669 i Åbo, var en svensk matematiker.
Kexlerus blev student vid Uppsala universitet 1625 och filosofie magister 1632 samt företog därefter en tvåårig utrikes resa till Holland, där han studerade under Adrian Metius, Tyskland och Danmark. Efter återkomsten till Sverige blev han 1635 tillförordnad lärare vid Strängnäs gymnasium, 1637 filosofie adjunkt i Uppsala och 1640 professor i matematik i Åbo samt erhöll 1651 Pikis pastorat.
Kexlerus utövade en ganska omfattande skriftställarverksamhet, företrädesvis som läroboksförfattare; så utgav han Arithmetica astronomica sexagenaria (1649), Arithmetica geodetica denaria (samma år), Trigonometria (samma år), Arithmetica triplex nec non Geometria (1658; av aritmetiken utgavs dock blott första delen), Tractatus brevis de tempore (1661), Gnomonicae compendium (1664) och Arithmetica vulgaris (1669).
Kexlerus var en av de första svenskar som framställde decimalräkningen. För övrigt synes han inte haft någon särskild förkärlek för nya teorier; så uppträdde han till exempel kritiskt mot Lipstorp, vilken i "Copernicus redivivus" framhållit det copernikanska systemets företräden framför det gamla. Med den vetenskapliga astrologin sysselsatte han sig vid flera tillfällen: i sin almanacka för 1633, i sitt promotionstal 1647, i Astrologia generalis (1653) och i Observationes astrologicae (1661).
Han förnekade visserligen möjligheten av förutsägelser rörande särskilda husliga förhållanden, men ansåg dock "at stiernorne menniskian til tumult vpäggia kunne, i thet the vthi theras kropp en elak och förgifftigh wätska förorsaka, så at the för ringa saak skull lätteligh til krigh vthbrista". Utom de ovan nämnda skrifterna utgav Kexlerus åtskilliga akademiska disputationer samt almanackor till Örebro horisont 1632 och 1633 samt Åbo horisont 1650 och 1654.